# ميخائيل إم. كوفمان
ميخائيل إم. كوفمان (بالإنجليزية: Michael M. Kaufmann)‏ هو شخصية أعمال أمريكي، ولد في 26 مايو 1891، وتوفي في 3 يونيو 1949.